# 雅斯敏·芬尼
雅斯敏·芬尼（英語：Yasmin Finney，2003年8月30日—－）是一名英國女演員和網路名人，出現於GLAAD的第二份年度20歲以下人士名單上。她因在Netflix影集《戀愛修課》中飾演艾兒·阿根特而知名。2022年5月，宣布她將於2023年加入《異世奇人》劇組。

## 早年生活
芬尼來自曼徹斯特，由母親獨自撫養長大。她在成長過程中參加了一些當地的戲劇演出，包括在曼徹斯特大學的薩克維爾劇院。她是一名跨性別者。

## 職業生涯
芬尼起初通過她在TikTok上關於她作為英國黑人跨性別青少年之經歷的影片獲得了知名度。2021年4月，17歲的芬尼在比利·波特的電影《What If?》中飾演凱爾薩，並在2022年首播的Netflix影集《戀愛修課》中飾演艾兒·阿根特。由於COVID-19的旅行限制影響她獲得美國工作簽證的能力，她不得不退出《What If?》，該角色則被Eva Reign取代。
2022年5月16日，宣布芬尼將在2023年的《異世奇人》60週年紀念日加入劇組，飾演博士的標誌性旅伴之一－蘿絲。

## 影視作品
| 年份 | 標題         | 角色        | 備註     |
| ---- | ------------ | ----------- | -------- |
| 2022 | 《戀愛修課》 | 艾兒·阿根特 | 主要角色 |
| 2023 | 《異世奇人》 | 蘿絲        |          |

## 外部連結
- 雅斯敏·芬尼在互联网电影资料库（IMDb）上的資料（英文）